# Against the Current
Against The Current je americká pop-punková hudební skupina. Skládá se ze tří členů: zpěvačky Chrissy Costanzy, kytaristy Dana Gowa a bubeníka Willa Ferriho.
Skupina byla založena v roce 2011 v Poughkeepsie. V březnu 2015 skupina podepsala smlouvu s hudebním vydavatelstvím Fueled By Ramen. Vydala dvě alba: roce 2015 Gravity, v roce 2016 pak In Our Bones.
V roce 2017 skupina nazpívala doprovodnou píseň Legends never die k Worlds 2017 (Mistrovství světa v League of Legends) konané v Číně (vítěz SSG – Samsung Galaxy, 2. místo SKT T1 – SK Telecom T1)